# 루치아노 타욜리

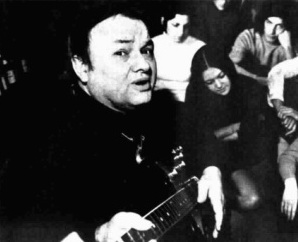
1970년

루치아노 타욜리(Luciano Tajoli, 1920년 4월 17일 ~ 1996년 8월 3일)는 이탈리아의 가수이자 배우이다.
어릴 때 소아마비를 앓아 다리를 쓰지 못하였나 선천적인 미성과 노래에 대한 정열로 모든 것을 극복하여 스타가 되었다. 감미로운 멜로디의 전성기였던 칸초네의 세계에서 큰 인기를 얻었으나 나중에 가 차차 노래에 짙은 심각성이 깃들여, 아름답게 멜로디를 부른다는 것만으로 그치지 않고 그 테크닉도 거의 완성의 경지에 이르렀다. 산 레모 페스티벌에서는 1961년에 <알 디 라>를 불러 우승하였다. 이 밖에도 <맘마>, <아모레 미오>, <꼭 껴안아> 등의 히트가 있으며, 후에는 실업가로 활약하였다.